# Sándor Puhl
Sándor Puhl (ur. 14 lipca 1955 w Miszkolcu, zm. 20 maja 2021) – węgierski sędzia piłkarski. Był arbitrem 4 meczów na Mistrzostwach Świata w Piłce Nożnej w 1994 roku, które odbywały się w Stanach Zjednoczonych (m.in. sędziował mecz finałowy Brazylia-Włochy).
4-krotnie wybierany Sędzią Roku przez IFFHS (1994–1997).